# Таданорі Йокоо
Таданорі Йокоо (нар. 27 червня 1936) — сучасний японський художник, графічний дизайнер, актор.

## Життєпис
Народився у місті Нісі-Вакі 1936 року. Його усиновили літні родичі, власники текстильної фабрики, що спеціалізується на виробництві тканин кімоно. У молодості був натхненний традиційними прикрасами для кімоно й ілюстраціями для дітей. Після завершення Другої світової війни закінчив середню школу.
У 1956—1959 роках був співробітником газети «Кобе Сімбун». У 1960 році перебрався до Токіо, де працював у рекламній агенції. Пізніше увійшов до складу «Nippon Design Center» (Японського центру дизайну). Працював сценографом для театру авангарду в Токіо. Його роботи створювалися під впливом Мілтоном Глейзера і Сеймура Хваста. До кінця 1960-х років здобув міжнародне визнання. 1968 року виставляється в Музей сучасного мистецтва в Нью-Йорку. У 1969 році виконав головну роль кишенькового злодія у фільмі Осіма Наґіси «Щоденник злодія з Сіндзюку». Того ж року отримав головний приз на молодіжній секції Паризького бієнале. Працював з письменником Юкіо Місімою, фотографом Ейко Хосое, композитором Ітіянагі Тосі, акторами і засновниками авангардних театрів Тераяма Сюдзі, Тацумі Хідзіката і Дзюро Кара.
У 1972 році відбулася персональна виставка Таданорі Йокоо в Музеї сучасного мистецтва в Нью-Йорку. У 1970-ті роки після важкої автомобільної аварії захопився містицизмом, НЛО та індуїзмом. У 1981 році, побачивши ретроспективну виставку Пабло Пікассо в Музеї сучасного мистецтва в Нью-Йорку, видав «маніфест художника» і залишив комерційний графічний дизайн заради живопису.
2011 року отримав мистецьку Премію Асахі. У 2012 році робота Таданорі Йокоо експонувалася на виставці сучасного японського мистецтва «Подвійна перспектива» в Московському музеї сучасного мистецтва. З цього ж року в місті Кобе працює Музей сучасного мистецтва Таданорі Йокоо, відкритий в відремонтованому крилі префектурного музею мистецтв Хіого. 2015 року отримав Імператорську премію. 2016 року 

## Творчість
Живописні твори різні за тематичним і стилістичним змістом, відбивають вплив сюрреалізму, символізму і примітивізму. Він використовує в надлишку червоний колір, який є шляхетним кольором в Японії — кольором влади і імператором, а також життя, смерті і сексуальності. 
Є автором новаторському стилю, що полягав у включенні до стилістики поп-арту національних символів Японії, які тривалий час вважалися архаїчними і до яких в графічному дизайні не зверталися. Поєднав техніки і стилі Енді Воргола, радянського конструктивізму, Утаґава Хірошіґе, Кацусіка Хокусай, Рене Магрітта.
Таданорі Йокоо є автором афіш до театральних постановок Тацумі Хідзіката, японських театрів, насамперед Кабукі за п'єсами Юкіо Місіми, кінофільмів, виступів гуртів «Бітлз», Емерсон, Лейк і Палмер; автор обкладинок до альбомів Карлоса Сантани та Майлса Девіса.